# 维尔摩·瓦尔德拉玛
维尔摩·爱德华多·瓦尔德拉玛（英語：Wilmer Eduardo Valderrama；1980年1月30日—)  是美国演员、制片人和电视名人。
他因在情景喜剧70年代秀 (1998–2006) 中饰演Fez、在奇幻魔法屋中饰演Agustín Madrigal以及在From Dusk till Dawn: The Series (2014–2016) 中饰演Carlos Madrigal而為人所知。他还是MTV连续剧Yo Momma（2006-07）的主持人，在儿童节目萬能阿曼 （2006-2013）中为Manny配音，并在實習醫生 (2016)和牧場家族 (2016)中担任重复角色。他目前是重返犯罪現場的主要一员，饰演特工Nick Torres。
瓦尔德拉玛还出演几部著名的故事片，包括Party Monster (2003)、哈啦美容院 (2005)、快餐国家(2006)、Unaccompanied Minors (2006)、愛情速可達(2011) 和阿德拉尔日记(2015)。他在家庭动画电影Charming (2018)中为白馬王子配音。 